# Glyphicnemis californica
Glyphicnemis californica là một loài tò vò trong họ Ichneumonidae.